# 本尼特鎮區 (堪薩斯州金曼縣)
本尼特鎮區（英語：Bennett Township）為美國堪薩斯州金曼縣轄下的鎮區。2010年美国人口普查中此鎮區人口有633人。

## 地理
本尼特鎮區涵蓋總面積為94.4平方（36.45平方英里），其中陸地面積為94.4平方（36.45平方英里），水域面積為0平方（0.00平方英里）或0.00%。海拔高度435（1,427英尺）。

## 人口統計
根據2010年美國人口普查，本尼特鎮區人口有633人，其中男性有289人，女性有344人，人口密度為每平方公里6.71人，住房計273戶。鎮區內的白人有607人，非裔美國人有3人，美洲原住民有5人，亞裔美國人有0人，太平洋島裔美國人有0人，其他種族有0人，混血種族則有18人。此外鎮區內有16人為西班牙裔或拉丁裔美國人。此鎮區之年齡中位數為36.8歲，而男性年齡中位數為40.4歲，女性年齡中位數為33.4歲。

## 交通

### 主要公路
- 2號堪薩斯州州道
- 42號堪薩斯州州道